# Hồn ma đêm Giáng sinh
Hồn ma đêm Giáng sinh (tiếng Anh: A Christmas Carol) là một tiểu thuyết ngắn sáng tác bởi Charles Dickens, xuất bản lần đầu tiên ở London bởi Chapman & Hall vào năm 1843 và được minh họa bởi John Leech. Một Giáng Sinh Carol kể lại câu chuyện về Ebenezer Scrooge, một người khốn khổ lớn tuổi được hồn ma của đối tác kinh doanh cũ Jacob Marley và linh hồn của Giáng sinh, Hiện tại và Vị lai đến thăm. Sau chuyến thăm của họ, Scrooge được biến thành một người đàn ông tử tế, dịu dàng hơn.
Dickens đã viết A Christmas Carol trong khoảng thời gian người Anh đang khám phá và đánh giá lại các truyền thống Giáng sinh trong quá khứ, bao gồm các bài hát mừng và các phong tục mới hơn như cây Giáng sinh. Ông bị ảnh hưởng bởi những trải nghiệm của tuổi trẻ của chính mình và bởi những câu chuyện Giáng sinh của các tác giả khác bao gồm Washington Irving và Douglas Jerrold. Dickens đã viết ba câu chuyện Giáng sinh trước tiểu thuyết, và được truyền cảm hứng sau chuyến viếng thăm Trường Ragled Field Lane, một trong nhiều cơ sở dành cho trẻ em đường phố ở London. Sự đối xử của người nghèo và khả năng của một người đàn ông ích kỷ chuộc lỗi bằng cách biến thành một nhân vật có thiện cảm hơn là những chủ đề chính của câu chuyện. Có các cuộc thảo luận giữa các học giả về việc liệu đây là một câu chuyện hoàn toàn thế tục, hay nếu đó là một câu chuyện ngụ ngôn Kitô giáo.
Xuất bản vào ngày 19 tháng 12, ấn bản đầu tiên được bán hết vào đêm Giáng sinh; đến cuối năm 1844, mười ba phiên bản đã được phát hành. Hầu hết các nhà phê bình đánh giá tiểu thuyết thuận lợi. Câu chuyện được sao chép bất hợp pháp vào tháng 1 năm 1844; Dickens đã có hành động pháp lý chống lại các nhà xuất bản, những người đã phá sản, tiếp tục giảm lợi nhuận nhỏ của Dickens từ việc xuất bản. Ông tiếp tục viết bốn câu chuyện Giáng sinh khác trong những năm tiếp theo. Năm 1849, ông bắt đầu đọc công khai câu chuyện đã chứng minh thành công đến mức ông đã thực hiện 127 buổi biểu diễn tiếp theo cho đến năm 1870, năm mất của ông. A Carol Christmas chưa bao giờ được in ra và đã được dịch sang nhiều ngôn ngữ; Câu chuyện đã được chuyển thể nhiều lần cho phim, sân khấu, opera và các phương tiện truyền thông khác.
A Carol Christmas đã bắt được chủ nghĩa tư tưởng của sự hồi sinh giữa thời Victoria của kỳ nghỉ Giáng sinh. Dickens đã thừa nhận ảnh hưởng của việc quan sát Giáng sinh hiện đại của phương Tây và sau đó đã truyền cảm hứng cho một số khía cạnh của Giáng sinh, bao gồm các cuộc họp mặt gia đình, thức ăn và đồ uống theo mùa, khiêu vũ, trò chơi và tinh thần lễ hội.

### Sách
- Ackroyd, Peter (1990). Dickens. London: Sinclair-Stevenson. ISBN 978-1-85619-000-8.
- Billen, Andrew (2005). Charles Dickens: The Man Who Invented Christmas. London: Short Books. ISBN 978-1-904977-18-6.
- Callow, Simon (2009). Dickens' Christmas: A Victorian Celebration. London: Frances Lincoln. ISBN 978-0-7112-3031-6.
- Carlyle, Thomas (1840). Chartism. London: J. Fraser. OCLC 247585901.
- Chesterton, G. K. (1989). The Collected Works of G.K. Chesterton: Chesterton on Dickens. San Francisco, CA: Ignatius Press. ISBN 978-0-89870-258-3.
- Childs, Peter; Tredell, Nicolas (2006). Charles Dickens. Basingstoke, Hampshire: Palgrave Macmillan. ISBN 978-1-4039-1919-9.
- Cochrane, Robertson (1996). Wordplay: origins, meanings, and usage of the English language. Toronto: University of Toronto Press. ISBN 978-0-8020-7752-3.
- Davis, Paul (1990a). The Lives and Times of Ebenezer Scrooge. New Haven, CT: Yale University Press. ISBN 978-0-300-04664-9.
- Deacy, Christopher (2016). Christmas as Religion: Rethinking Santa, the Secular, and the Sacred. Oxford: Oxford University Press. ISBN 978-0-19-106955-0.
- DeVito, Carlo (2014). Inventing Scrooge . Kennebunkport, ME: Cider Mill Press. ISBN 978-1-60433-555-2.
- Dickens, Charles (1843). A Christmas Carol. London: Chapman and Hall. OCLC 181675592.
- Diedrick, James (1987). "Charles Dickens". Trong Thesing, William (biên tập). Dictionary of Literary Biography: Victorian Prose Writers before 1867. Farmington Hills, MI: Gale. ISBN 978-0-8103-1733-8.
- Douglas-Fairhurst, Robert (2006). "Introduction". Trong Dickens, Charles (biên tập). A Christmas Carol and other Christmas Books. Oxford: Oxford University Press. tr. vii–xxix. ISBN 978-0-19-920474-8.
- Garry, Jane; El Shamy, Hasan (2005). Archetypes and Motifs in Folklore and Literature. Armonk, NY: M.E. Sharpe. ISBN 978-0-7656-2953-1.
- Glancy, Ruth F. (1985). Dickens' Christmas Books, Christmas Stories, and Other Short Fiction. Michigan: Garland. ISBN 978-0-8240-8988-7.
- Hammond, R. A. (1871). The Life and Writings of Charles Dickens: A Memorial Volume. Toronto: Maclear & Company.
- Harrison, Mary-Catherine (2008). Sentimental Realism: Poverty and the Ethics of Empathy, 1832–1867 (Thesis). Ann Arbor, MI: ProQuest. ISBN 978-0-549-51095-6.
- Howells, William Dean (1910). My literary passions, criticism and fiction. New York and London: Harper & Brother. tr. 2986994. ISBN 978-1-77667-633-0.
- Hutton, Ronald (1996). Stations of the Sun: The Ritual Year in England. Oxford: Oxford University Press. ISBN 978-0-19-285448-3.
- Jordan, Christine (2015). Secret Gloucester. Stroud, Glos: Amberley Publishing. ISBN 978-1-4456-4689-3.
- Jordan, John O. (2001). The Cambridge Companion to Charles Dickens. Cambridge: Cambridge University Press. ISBN 978-0-521-66964-1.
- Slater, Michael (2003). "Introduction". Trong Dickens, Charles (biên tập). A Christmas Carol and other Christmas Writings. London: Penguin Books. tr. xi–xxviii. ISBN 978-0-14-043905-2.
- Forbes, Bruce David (2008). Christmas: A Candid History. Oakland, CA: University of California Press. tr. 62. ISBN 978-0-520-25802-0.
- Glancy, Ruth F. (1985). Dickens' Christmas Books, Christmas Stories, and Other Short Fiction. Michigan: Garland. ISBN 978-0-8240-8988-7.
- Harrison, Mary-Catherine (2008). Sentimental Realism: Poverty and the Ethics of Empathy, 1832–1867 (Thesis). Ann Arbor, MI: ProQuest. ISBN 978-0-549-51095-6.
- Hutton, Ronald (1996). Stations of the Sun: The Ritual Year in England. Oxford: Oxford University Press. ISBN 978-0-19-285448-3.
- Kelly, Richard Michael (2003). "Introduction". Trong Dickens, Charles (biên tập). A Christmas Carol. Ontario: Broadway Press. tr. 9–30. ISBN 978-1-55111-476-7.
- Ledger, Sally (2007). Dickens and the Popular Radical Imagination. Cambridge: Cambridge University Press. ISBN 978-0-521-84577-9.
- Moore, Grace (2011). Charles Dickens' A Christmas Carol. St Kilda, VIC: Insight Publications. ISBN 978-1-921411-91-5.
- Restad, Penne L. (1996). Christmas in America: a History. Oxford: Oxford University Press. ISBN 978-0-19-510980-1.
- Sillence, Rebecca (2015). Gloucester History Tour. Stroud, Glos: Amberley Publishing. ISBN 978-1-4456-4859-0.
- Slater, Michael (2009). Charles Dickens. New Haven, CT and London: Yale University Press. ISBN 978-0-300-16552-4.
- Standiford, Les (2008). The Man Who Invented Christmas: How Charles Dickens's A Christmas Carol Rescued His Career and Revived Our Holiday Spirits. New York: Crown. ISBN 978-0-307-40578-4.
- Studwell, William Emmett; Jones, Dorothy E. (1998). Publishing Glad Tidings: Essays on Christmas Music. Binghampton, NY: The Haworth Press. ISBN 978-0-7890-0398-0.
- Tomalin, Claire (2011). Charles Dickens: A Life. London: Penguin Books. ISBN 978-0-670-91767-9.
- Welch, Bob (2015). 52 Little Lessons from a Christmas Carol. Nashville, TN: Thomas Nelson. ISBN 978-1-4002-0675-9.